# Leucotrichia brasiliana
Leucotrichia brasiliana är en nattsländeart som beskrevs av Klaus S.O. Sattler och Sykora 1977. Leucotrichia brasiliana ingår i släktet Leucotrichia och familjen smånattsländor. Inga underarter finns listade i Catalogue of Life.